# Острів русів
Острів русів, острів Русь — острів, що існував на Дніпрі (нині територія Черкаської області). Одна з теорій походження слова Русь — від назви острову, відповідно понад сто років вчені сперечаються, де саме слід його шукати. Археологи, проводячи розкопки на території України, Скандинавії та Росії, причому досить далеко від морів та великих озер, знайшли кілька місць, які могли б претендувати на звання «острова русів».
В арабських джерелах йдеться, що Артанія — східнослов'янське державне утворення VII—IX століть — була поряд із Києвом — за 4 переходи, тобто — 120 км від Києва, а також те, що Київ знаходиться ближче до Волзької Булгарії (нині Татарстан), ніж Артанія. Крім того, араби чітко підкреслюють, що Артанія знаходилася між Дунайською Болгарією і Хозарією. В самому серці цієї початкової Русі, під Черкасами, є Ірдинські (вочевидь, Артанські) болота. Саме цими болотами нині обмежений цей Острів русів.
Ібн Русте писав: 
|  | "Що стосується ар-Русії, то вона знаходиться на острові, який оточений озером. Острів, на якому вони (руси) проживають, має довжину в три дні путі, покритий лісами та болотами, не здоровий та вологий настільки, що варто лише людині ступити ногою на землю, як остання трясеться через надлишок вологості. У них є цар, який називається хакан русів. |

Острів згадується мусульманськими купцями і мандрівниками в своїх літописах. Вони розповідали, що біля країни Артанія, серед Великої води є великий острів, укритий лісами і болотами, довжиною «три дні дороги на конях», що відповідає теперішнім 130—140 км.
Одна з гіпотез місцезнаходження загадкового острова з'явилася у 60-х роках 20 століття, коли льотчики допомагали обробляти колгоспні лани з повітря, та звернули увагу на те, що земля між Каневом, Смілою і Чигирином набагато вища від земель, що знаходились навкруги. Виявилось, що нижче Канева, трохи південніше річки Вільшанки, в ті далекі часи Дніпро розділявся на два ростоки (рукави) — правий і лівий:
- правий був судноплавним, іноді до 3 км завширшки. Саме по ньому проходив всесвітньо відомий шлях із варяг у греки. Нині це заплави річок Ірдинь (від села Мошни до міста Сміли) і Тясмину (від Сміли до впадання в Дніпро біля села Стецівка, трохи нижче міста Чигирин);
- лівий рукав — це теперішнє русло Дніпра. Тоді він був другорядним, але судноплавним.

Між двома рукавами і лежав давній острів у «три дні дороги на конях» — острів Русь. За переказами, руські дружини саме звідси починали походи в половецькі степи, землі Криму, Візантійської імперії. Нині на території колишнього острова стоїть місто Черкаси.
З решти гіпотез виділяється найперша: ще у ХІХ ст. кандидатуру на «острів» було відкрито на території Чернігівщини, в околицях села Шестовиця біля урочища «Коровель». Подібне слово є у староскандинавській та сучасній шведській мові і звучить, як «коровелер», тільки означає там воно не тварину, а луки, зарослі кущами (або місцина поросла лісом). І справді, у цій місцині є луки і кущі на них. Археологічні розкопки засвідчили перебування там скандинавів понад тисячу років тому.